# Jazzfunk
Jazzfunk ist eine Unterart des Fusion, bei der im Gegensatz zu Jazz Rock eher Funk als Ergänzungselement gewählt wurde. Diese Musikrichtung war in den 70er Jahren vor allem bei afro-amerikanischen Musikern sehr populär. Wie beim Jazzrock gilt Miles Davis als der Begründer dieser Bewegung.
Heute kann man Spuren dieser Gattung im Nu Jazz wiederfinden. Der Begriff Jazzfunk findet heutzutage kaum noch Verwendung.

## Charakteristika
Jazzfunk tritt, wie alle dem Eklektizismus verpflichteten Strömungen der Fusion, in einer Vielzahl von Erscheinungen auf und erreicht individuell unterschiedliche Ausprägungen. Dennoch lassen sich gewisse Grundtendenzen erkennen, die den Jazzfunk von anderen Strömungen des Modernjazz unterscheiden:
- Ein harter Groove tritt an die Stelle des Swing, auch unter Zuhilfenahme von Drumcomputern
- Die Besetzung entspricht im Wesentlichen jener einer Funk-Combo (u. a. E-Bass, E-Gitarre)
- Die Melodieinstrumente entstammen meistens der Tradition älterer Jazzstile (z. B. Saxofone, Trompete, Oboe)
- rhythmisch komplexe Bassläufe mit erweiterten, oft virtuosen Spieltechniken (z. B. Slapping)
- das harmonische Grundgerüst wird besonders seit den 1980ern vorzugsweise von Synthesizern getragen
- Improvisation erfolgt meist über ausgedehnte Vamps
- Verwendung verschiedenster Gitarren- und Basseffekte (z. B. Phaser, Wah-Wah)

## Wichtige Vertreter
- Level 42
- The Crusaders
- Stanley Clarke
- George Duke
- Maceo Parker
- Ramsey Lewis
- Defunkt
- The Headhunters (mit Herbie Hancock)
- Billy Cobham
- Grover Washington, Jr.
- Tom Browne.